# Saudades do Brasil
Saudades do Brasil är en svit av danser för piano av den franske kompositören Darius Milhaud. 
Saudades do Brasil skrevs 1920 efter en vistelse i Brasilien och var enligt Milhaud "inspirerat av sydamerikanska rytmer och inte baserat på folkmusik". Verket publicerades 1922 i två volymer som Opus 67 och 1923 kom Milhauds orkestrerade version (Opus 67b).
Saudades do Brasil präglas av brasilianska rytmer och polytonala harmonier. Det består av tolv korta stycken med en genomsnittlig längd på omkring två minuter med titlar som alla är namngivna efter stadsdelar i Rio de Janeiro. När Milhaud kom till USA på 1940-talet gjorde han flera personliga framföranden av Saudades do Brasil tillsammans med amerikanska orkestrar och verket uppnådde en viss popularitet vid mitten av seklet. 

## Saudades do Brasil
1. Sorocaba
2. Botafogo
3. Leme
4. Copacabana
5. Ipanema
6. Gavea
7. Corcovado
8. Tijuca
9. Paineras
10. Sumare
11. Laranjeiras
12. Paysandu